# Rouina
Rouina (în arabă روينة) este o comună din provincia Aïn Defla, Algeria.
Populația comunei este de 21.572 de locuitori (2008).